# NGC 3614
NGC 3614 је спирална галаксија у сазвежђу Велики медвед која се налази на NGC листи објеката дубоког неба.
Деклинација објекта је + 45° 44' 55" а ректасцензија 11h 18m 21,6s. Привидна величина (магнитуда) објекта NGC 3614 износи 11,6 а фотографска магнитуда 12,3. Налази се на удаљености од 36,5000 милиона парсека од Сунца. NGC 3614 је још познат и под ознакама UGC 6318, MCG 8-21-15, CGCG 242-19, IRAS 11155+4601, PGC 34561.